# Pavel Srníček
Pavel Srníček (Ostrava, 10 de marzo de 1968-ib., 29 de diciembre de 2015) fue un futbolista checo. Ocupaba la posición de guardameta y fue internacional por la selección de la República Checa.

## Biografía
Srníček nació en Ostrava y durante la década de 1980 compaginó el fútbol con el servicio militar en el ejército checoslovaco. A mediados de la temporada 1989/90 debutaría con el primer equipo del Baník Ostrava, y en enero de 1991 el Newcastle United inglés pagó más de 350.000 libras por su traspaso. El técnico Osvaldo Ardiles (Ossie)  confió en él para la campaña 1991/92, pero terminó relegándole por conceder 32 goles en 15 partidos. No obstante, su situación cambió con la llegada de Kevin Keegan; en la temporada 1992/93 recuperó el puesto y fue pieza clave para que el Newcastle ascendiera a la Premier League.
El guardameta checo nunca tuvo garantizada la titularidad, pues los técnicos le rotaron en su posición con Mike Hooper, Shaka Hislop y Shay Given a lo largo de siete temporadas en St James' Park. Su etapa coincidiría con los dos subcampeonatos de Premier League en 1995/96 y 1996/97, junto a otros nombres como Alan Shearer, Faustino Asprilla y David Ginola. Además, estuvo en el plantel de la República Checa que quedó subcampeona en la Eurocopa 1996, siendo el suplente de Petr Kouba. A su salida en 1998 había disputado unos 150 partidos que le convertían en el extranjero con más apariciones en el Newcastle, superando el récord de los chilenos Eduardo y Jorge Robledo.
Srníček recaló en el Banik Ostrava antes de irse al Sheffield Wednesday en 1998 por dos temporadas. En ese tiempo consolidó su titularidad con la República Checa en la Eurocopa 2000.
Entre 2000 y 2003 jugó con el Brescia Calcio en la Serie A italiana, y después quedó relegado a la suplencia en el Portsmouth F.C. (2003-2004) y West Ham United (2004), sin apenas oportunidades. En la temporada 2004/05 volvió a gozar de minutos en el Beira-Mar portugués, que aquel año descendería a Segunda División. Por último, el Newcastle United volvió a llamarlo en septiembre de 2006 para cubrir la baja por lesión de Shay Given. Su retirada quedó confirmada en mayo de 2007, a los 39 años.
El ya exjugador siguió vinculado al deporte como entrenador de porteros del Sparta de Praga, y como vicepresidente honorario del club inglés Dunston UTS. En 2015 se publicó la biografía «Pavel is a Geordie», en el que se relata la adaptación del checo en Inglaterra.
El 20 de diciembre de 2015, mientras hacía carrera a pie por Ostrava, sufrió un infarto de miocardio y fue trasladado al hospital local en parada cardiorrespiratoria. A pesar de que los médicos consiguieron reanimarlo, una semana después se confirmó que el daño cerebral sufrido era irreversible. Pavel Srníček falleció el 29 de diciembre a los 47 años y fue recordado tanto en su país natal como en St James' Park.

## Selección nacional

### Participaciones en Eurocopas
| Mundial       | Sede                   | Resultado      | Partidos | Goles |
| ------------- | ---------------------- | -------------- | -------- | ----- |
| Eurocopa 1996 | Inglaterra             | Finalista      | 0        | 0     |
| Eurocopa 2000 | Países Bajos · Bélgica | Fase de grupos | 3        | 0     |

### Participaciones en Copas Confederaciones
| Mundial                        | Sede           | Resultado     | Partidos | Goles |
| ------------------------------ | -------------- | ------------- | -------- | ----- |
| Copa FIFA Confederaciones 1997 | Arabia Saudita | Tercer puesto | 5        | 0     |

## Clubes
| Club                   | País            | Año         | Partidos |
| ---------------------- | --------------- | ----------- | -------- |
| FC Baník Ostrava       | República Checa | 1990 - 1991 | 30       |
| Newcastle FC           | Inglaterra      | 1991 - 1998 | 177      |
| FC Baník Ostrava       | República Checa | 1998        | 6        |
| Sheffield Wednesday FC | Inglaterra      | 1998 - 2000 | 52       |
| Brescia Calcio         | Italia          | 2000 - 2003 | 37       |
| Cosenza Calcio         | Italia          | 2003        | 9        |
| Portsmouth FC          | Inglaterra      | 2003 - 2004 | 4        |
| West Ham United FC     | Inglaterra      | 2004        | 3        |
| SC Beira-Mar           | Portugal        | 2004 - 2006 | 63       |
| Newcastle United FC    | Inglaterra      | 2006 - 2007 | 2        |